# Tanaophysa
Tanaophysa là một chi bướm đêm thuộc họ Crambidae.

## Các loài
- Tanaophysa adornatalis Warren, 1892
- Tanaophysa rufiscripta (Hampson, 1913)